# Multiple Access Ltd. c. McCutcheon
L'arrêt Multiple Access Ltd. c. McCutcheon est une décision importante de la Cour suprême du Canada en matière de contrôle judiciaire des lois.
McCutcheon est accusé de transactions d’initiés. Sa compagnie est légalement obligée de le poursuivre. Sa compagnie est incorporée au fédéral [art. 100.4 et 100.5 Loi sur les corporations canadiennes]. Mais il est poursuivi par la loi provinciale sur les valeurs mobilières [art. 113 et 144 Securities Act].Il conteste la validité, l’applicabilité et l’opérabilité de la loi provinciale. Il perd en Cour suprême.
La Cour se demande d’abord si la loi fédérale est valide. Les art. 100.4 et 100.5 sont valides car ils tombent dans le préambule de l’art 91 (paix, ordre et bon gouvernement) et l’art. 91 (2) LC 1867 (échanges et commerce). 
La loi provinciale sur les valeurs mobilières est valide car la province est compétente en commerce local [art. 92 (16) LC 1867] et en commerce des valeurs mobilières [art. 92 (13) LC 1867]. En revanche, McCutcheon n’aurait pas pu être poursuivi par la loi provinciale sur les sociétés par actions car son entreprise est incorporée au fédéral. 
La loi provinciale est applicable car il n’y a pas d’exclusivité des compétences en matière de transaction d’initiés. Les transactions d’initiés concernent les droits corporatifs. Ils comportent un double aspect. Sous l’angle du droit corporatif, c’est fédéral. Sous l’angle du commerce des valeurs mobilières, c’est provincial. L’objectif de la province est de favoriser l’honnêteté des dirigeants et c’est un objectif légitime. 
La loi provinciale est opérante car il n’y a pas de conflit avec la loi fédérale. La simple répétition n’entraîne pas un conflit. La répétition est au contraire une preuve d’harmonie entre les lois.   La Cour rejette la théorie du champ occupé.